# Collie Buddz
Collie Buddz, pseudonimo di Colin Harper (New Orleans, 21 agosto 1981), è un cantante statunitense di genere reggae noto soprattutto per il suo singolo Come Around.
Anche se nato a New Orleans (in Louisiana), risiede nelle Bermuda. Ha studiato strumentazione acustica nell'Università Full Sail di Orlando. Si è esibito con Shaggy nel 2007 nella canzone Mad World dell'album Intoxication. Nel 2006 ha pubblicato il singolo Come Around in collaborazione con il fratello che ha ottenuto un ampio successo commerciale soprattutto in Europa, ed in seguito in Giappone dove ha raggiunto il primo posto. Il brano è stato poi ripreso da Busta Rhymes che ne ha fatto un remix non autorizzato. Ha poi firmato con la Sony con cui ha pubblicato il suo primo album, Collie Buddz nel 2007 che ha raggiunto il primo posto della classifica reggae di Billboard. Nel 2008, ha eseguito il brano SOS nella compilation WWE The Music, Vol. 8 come tema d'ingresso per il wrestler Kofi Kingston. È anche apparso in un remix del 2009 di Kid Cudi nel singolo Day 'n' Nite. Ha lanciato la sua etichetta discografica Harper Digital ricevendo ottimi riscontri di vendite a livello internazionale, soprattutto in Canada, che descrive come la sua casa lontana, una delle sue fonti di ispirazione per il suo album.
Il suo nome d'arte prende origine dal gergo utilizzato per la cannabis.

## Discografia

### Album
- 2007 - Collie Buddz(Sony Music)
- 2009 - On The Rock

### EP
- 2011 - Playback

### Mixtape
- 2007 - 420 Mixtape
- 2009 - On The Rock
- 2010 - The Last Toke

## Brani

### Collie Buddz
- Come Around
- Blind to You
- Tomorrow's Another Day
- Defend Your Own ft. Krayzie Bone
- Mamacita
- Wild Out
- She's Lonely ft. Yung Berg
- What a Feeling ft Paul Wall
- Movin' On
- Sensimilla ft Roache
- Let Me Know
- My Everything
- Love Deh[5]

### On The Rock
- Old Times Sake
- Searching
- Herb Tree
- Hustle
- Beautiful Girls (remix)
- Give Me Love (Gimme Love)
- Private Show
- The First Time
- Not For No Chain
- Young Girl
- Bun Down The System
- S.O.S.
- B-e-r-m-u-d-a
- Ring The Alarm (remix)
- Youts Today
- Gun Shot A Buss
- Babylon Boy
- Mary Jane[6]

### Playback
- Playback
- Come Down
- Hope ft. Demarco
- Serious
- Holida
- World a Girls
- Brush Me
- Alchy Rride ft. DJ Smokey[7]

### Altre canzoni
- (2009) Eyez
- (2009) Now She's Gone
- (2010) Holiday
- (2010) On My Way Back Home
- (2010) Par Wid I Mon
- (2010) Phone Call

## Featuring
- Curco Vein featuring Collie Buddz - "You have my escopeta(remix)"
- Curco Vein con Collie Buddz & Eve - "Jarcor Everywhere"
- Justin Starr insieme a Collie Buddz - "What a Feeling"
- Big Show con Collie Buddz - "Umbrella Remix"
- Beyoncé insieme a Collie Buddz - "Ring the Alarm Remix"
- Kid Cudi con Collie Buddz - "Day & Nite"
- Filip Filipi featuring Collie Buddz - "Hurricane Ana"
- Machel Montano con Collie Buddz - "Fly Away"
- Roache featuring Collie Buddz - "Searching"
- Lil Flip con Collie Buddz - "Tell Me"
- Busta Rhymes featuring Collie Buddz - "Come Around (remix)"
- Young Buck & Tony Yayo con Collie Buddz - "Come Around (G-Unit Remix)"
- Louie Mohamed featuring Collie Buddz - "Come Around (remix)"
- Dr. Dre, Snoop Dogg, & Akon con Collie Buddz - "Kush (remix)"
- New Kingston featuring Collie Buddz - "Come My Way"
- Sugar Ray con Collie Buddz - "Girls Were Made To Love"
- Snoop Dogg featuring Collie Buddz smoke the weed nel 2013